# 陆生动物

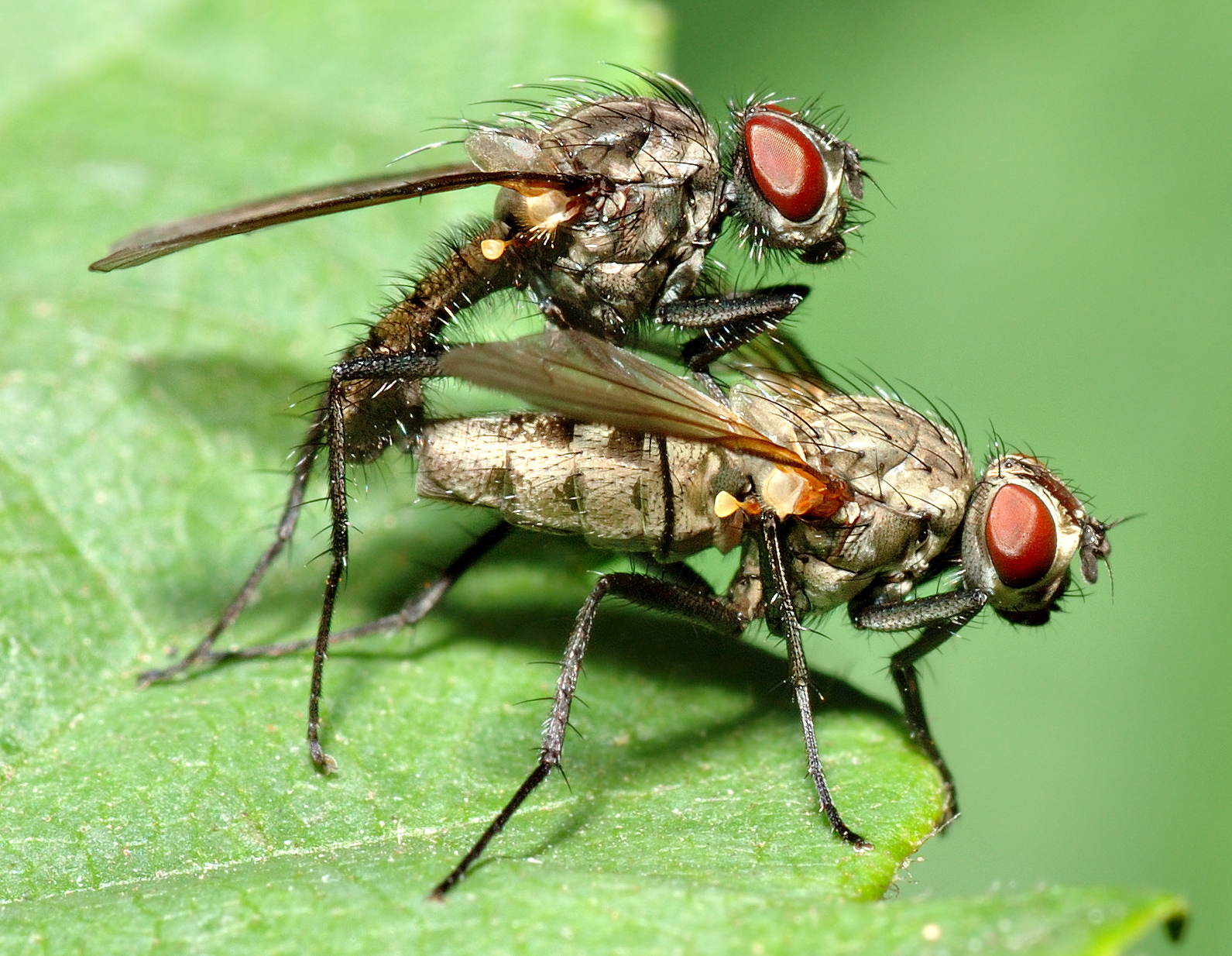
按照物种数量，节肢动物 (譬如蝇） 是最多的陆生动物。

陆生动物（英語：terrestrial animal）是指完全或绝大多数时间在陆地上的生存和繁衍的动物。与依赖水体的水生动物（鱼类、海洋哺乳动物、海爬、甲壳类、头足类以及各种贝类等）和半水生动物（两栖类、鳄类、鳍足类、两栖鱼类等）不同，陆生动物通常都拥有可以直接与空气进行气体交换的呼吸系统（肺、气门、皮肤呼吸或肠道呼吸）、能防止水份丧失的外皮系统以及可以支撑身体应对重力站立并活动的骨骼系统和附肢。许多陆生动物甚至演化成了利用翅膀和皮膜来获取升力进行离地飞行和滑翔的飞行动物。另有一些生物（比如蜻蜓和蚊子）的幼体为水生，但变态后的成体则是完全陆生，因此通常也算作是陆生动物。
现生的陆生动物包括脊椎动物（主要为羊膜类，即所有爬行类、鸟类和哺乳类）以及节肢动物（主要是昆虫纲、蛛形纲和多足纲）、有爪动物（天鹅绒虫）、软体动物（真有肺类腹足动物，即蜗牛和蛞蝓）和环节动物（环带纲，如蚯蚓和旱蛭）等无脊椎动物。这些动物形成的食物网与陆生的植物、真菌和微生物一起组成了陆地生态系统。

## 生态分类
“陆生”一词在广义上泛指任何在陆地环境生存的物种（包括飞行动物），但在狭义上通常专指直接在有土壤覆盖的地表上栖息生存并依赖步行活动的物种。其它特殊环境的陆生动物则用特定的形容词加以称呼：
- 树栖（arboreal）：指在树木的架空枝干间栖息与活动的物种；
- 穴栖（fossorial）：指在土壤中挖掘地下巢穴栖息与活动的物种；
- 旱栖（xerocolous）：指在缺水干旱的荒漠环境中栖息与活动的物种；
- 岩栖（saxicolous）：指在没有土壤覆盖的岩石环境中栖息与活动的物种；
- 沙栖（arenicolous）：指在沙砾环境中栖息与活动的物种；
- 洞栖（troglofaunal）：指在洞穴环境中栖息与活动的物种。

## 陆生动物种类
排除内部寄生虫外，陆生环境中的自由陆生物种可归于以下11个门：
- 节肢动物门：包括六足亚门（昆虫纲和内口纲）、螯肢亚门（仅蛛形纲）、多足亚门以及少数甲壳亚门（仅软甲纲端足目钩虾亚目的击钩虾科和等足目的潮虫亚目）
- 软体动物门：单指腹足纲中的真有肺总目（蜗牛和蛞蝓）
- 脊索动物门：单指脊椎亚门中的四足超纲（特别是羊膜类），包括两栖纲（其中大部分是半水生）、合弓纲（哺乳类及其兽孔目和盘龙目祖先）和蜥形纲（爬行类、鸟类以及已灭绝的恐龙、翼龙和副爬行动物等）
- 环节动物门：主要指环带纲中的寡毛亚纲（如蚯蚓和线蚓）和蛭亚纲（专指旱蛭），以及多毛纲隐居亚纲的少数几个物种
- 扁形动物门：专指涡虫纲三肠目中的广头地涡虫科
- 线虫动物门：主要是一些植物寄生物种
- 纽形动物门：专指针纽纲单针目中的十二个陆生物种
- 有爪动物门：唯一全部陆生的门，但需要潮湿环境
- 缓步动物门：主要生活在水体，但在旱季会在陆上蛰伏
- 腹毛动物门：主要生活在水体，但在旱季会在陆上蛰伏
- 轮形动物门：主要生活在水体，但在旱季会在陆上蛰伏

有时将某种生物分类为水生动物或陆生动物的标准并不明确，譬如企鹅、海豹、海象等脊椎动物虽然是由完全陆生的祖先演化而来，但都是依赖海洋获取食物的半水生动物；而鲸豚类和海牛类则更是高度适应水生，如果搁浅在陆地上反而会丧失生存能力并死亡。此外两栖类和一些昆虫（譬如蚊子和蜻蜓）的生命周期的一部分都完全在水中度过，繁殖期会在水中产卵，孵化出的幼体会在水中生长并用鳃呼吸，直到快成虫时才脱离水体成为陆生并呼吸空气的动物。

## 进化史
在生命史上，进化出陆生动物的出现是最重要的事件之一，具有标志性意义。陆生动物没有同一的演化支，许多动物的门均演化出了陆生动物，较为成功的例子包括哺乳动物、节肢动物和软体动物。大多的陆生演化起始于古生代和中生代的温带或热带地区，而到了新生代，只有少数动物完全成为陆生。